# ميدان رابين
ميدان رابين (بالعبرية: כיכר רבין)، وسابقًا ميدان ملوك إسرائيل (بالعبرية: כיכר מלכי ישראל). هو الميدان الرئيسي في مدينة تل أبيب الإسرائيلية، ويقع إلى الجنوب من مبنى البلدية، عند شارع بن جبيرول. كثيرًا ما يُقام به المظاهرات والاحتفالات والمهرجانات والعديد من المناسبات العامة.
يُحيط بالميدان مبنى البلدية شمالًا والتي صممها المهندس المعماري مناحيم كوهين، وشارع بن جبيرول شرقًا وشارع «فريشمان» جنوبًا وشارع «بياليك» غربًا. وقد صمم هذا الميدان المهندسين المعماريين «يساكي» و«آلكسندروني» في عام 1964.
في عام 1995 تم تغيير اسم الميدان إلى «ميدان رابين» بعد اغتيال رئيس وزراء إسرائيل الأسبق إسحاق رابين في 4 نوفمبر من نفس العام، خلال مهرجان خطابي مؤيد للسلام. حيث أُطلق النار عليه في الركن الشمالي الشرقي من الميدان، وهناك تم إنشاء النصب التذكاري تخليدًا لذكراه.
ويقع في الجزء الجنوبي من الميدان النصب التذكاري للمحرقة، وهو نصب على شكل هرم مقلوب مصنوع من الحديد والخرسانة والزجاج للفنان إيڠال توماركين.

## النصب التذكارية

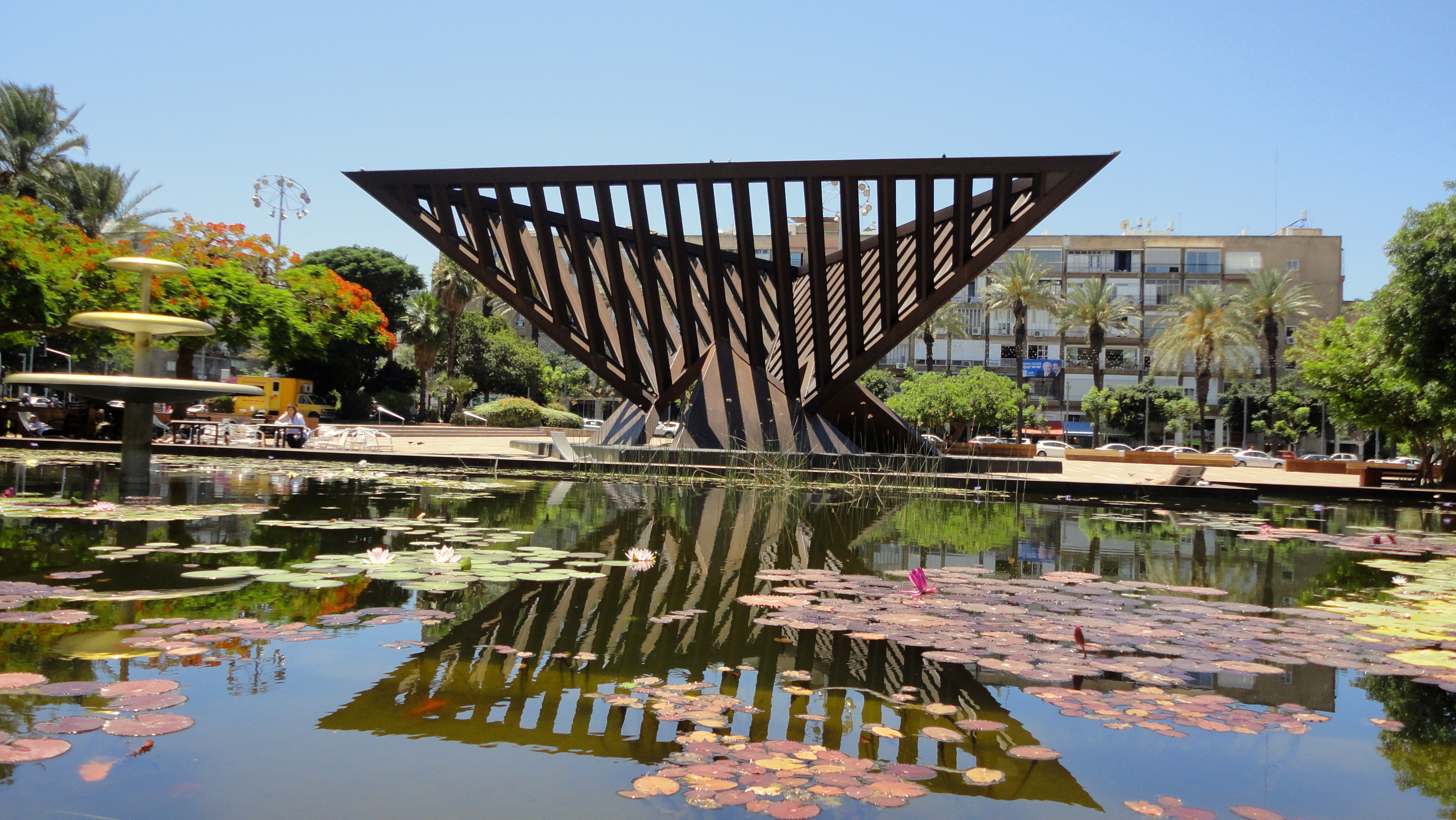
النصب التذكاري للمحرقة
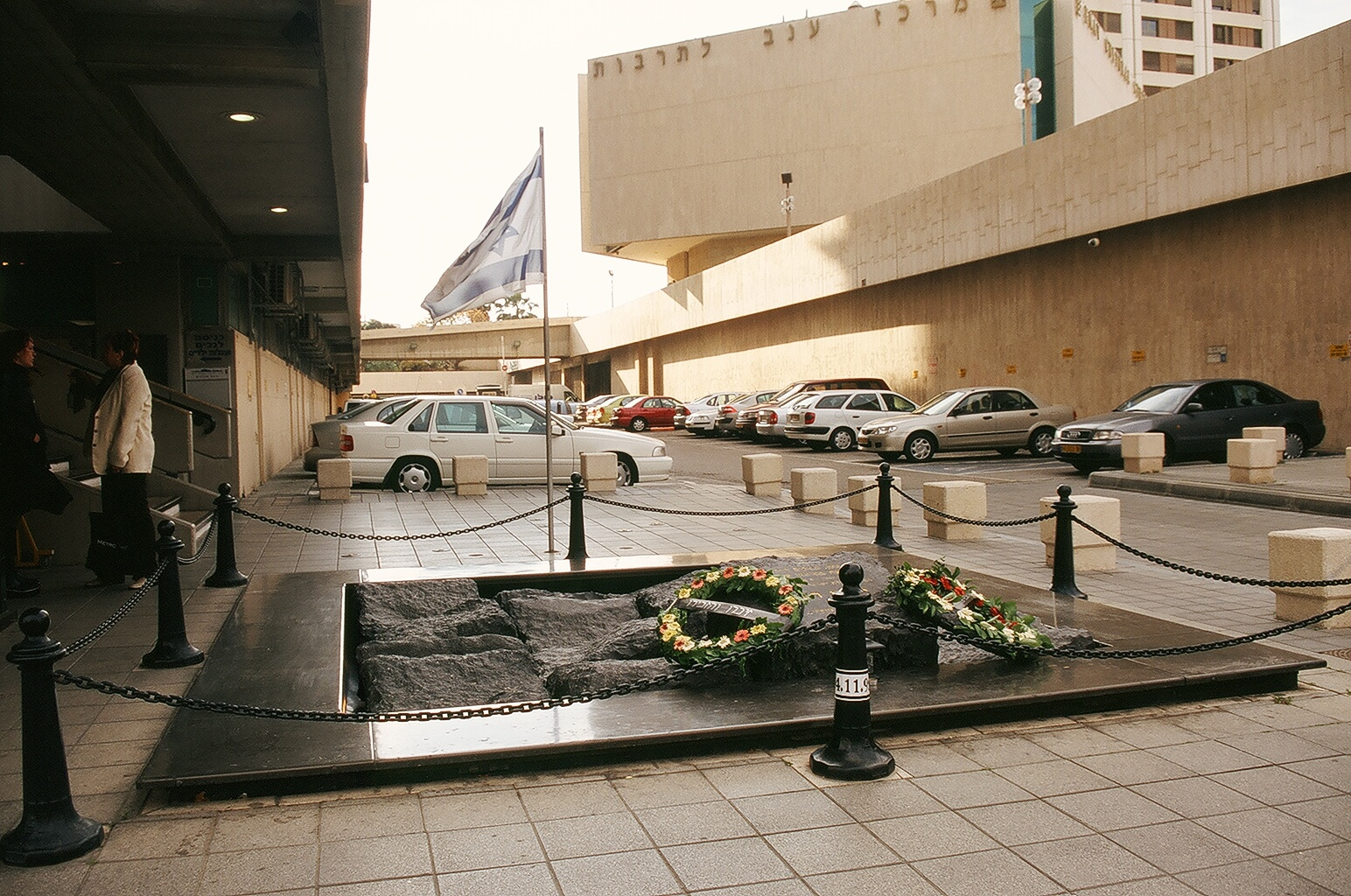
النصب التذكاري لإسحاق رابين